# قشلاق أغداش ميرضايي (مقاطعة بيله سوار)
قشلاق أغداش میرضايي (بالفارسية: قشلاق اغداش میرزایی) هي منطقة سكنية تقع في إيران في أردبيل.